# Kees van Wonderen
Kees van Wonderen, né le 4 janvier 1969 à Bergen, est un ancien footballeur international néerlandais qui jouait au poste de défenseur.
Il est depuis le 6 octobre 2024 l'entraîneur de Schalke 04 en deuxième division allemande.
Sa carrière professionnelle a lieu de 1991 à 2004 et il l'accomplit exclusivement dans son pays natal où il évolue 10 saisons en 1re division et 3 saisons en 2e division. Son club phare est le Feyenoord Rotterdam avec lequel il connait notamment ses cinq sélections en équipe nationale ainsi que sa victoire en Coupe UEFA 2001-2002.

## Palmarès
| Compétitions internationales    | Compétitions nationales                                                                                                  |
| - Coupe UEFA - Vainqueur : 2002 | - Championnat des Pays-Bas (1) - Champion : 1999 - Vice-champion : 2001 - Supercoupe des Pays-Bas (1) - Vainqueur : 1999 |